# دنیل ردکلیف
دنیل جیکوب رَدکلیف (انگلیسی: Daniel Jacob Radcliffe؛ زادهٔ ۲۳ ژوئیهٔ ۱۹۸۹) بازیگر اهل بریتانیا است. او در سن ۱۲ سالگی با بازی در نقش هری پاتر در مجموعه فیلم‌های هری پاتر به شهرت رسید و برای این نقش چندین جایزه و نامزدی دریافت کرد. ردکلیف نقش پاتر را در همهٔ هشت فیلم این مجموعه به تصویر کشید، که با هری پاتر و سنگ جادو (۲۰۰۱) آغاز شد و با هری پاتر و یادگاران مرگ – قسمت دوم (۲۰۱۱) به پایان رسید.
ردکلیف حرفهٔ بازیگری خودش را از ۱۰ سالگی و با بازی در فیلم تلویزیونی دیوید کاپرفیلد (۱۹۹۹) آغاز کرد و بازیگری در سینما را مدتی بعد با فیلم خیاط پاناما (۲۰۰۱) تجربه کرد. آغاز موفقیت‌های در همان سال و زمانی که ۱۱ سال سن داشت، با بازی در نخستین قسمت از مجموعهٔ هری پاتر با عنوان هری پاتر و سنگ جادو آغاز شد. پس از آن در طی سال‌های ۲۰۰۲ تا ۲۰۱۱، این نقش را در دنباله‌های این مجموعه تکرار کرد که آخرین فیلمش هری پاتر و یادگاران مرگ – قسمت دوم (۲۰۱۱) بود. او همچنین در پسران دسامبر (۲۰۰۷)، زن سیاه‌پوش (۲۰۱۲) و کشتن عزیزان شما (۲۰۱۳) به ایفای نقش پرداخت.
فیلم‌های دنیل ردکلیف بیش از ۲ میلیارد دلار در آمریکا و بیش از ۷٫۶ میلیارد دلار در جهان فروش داشته‌اند. او بارها نامزد دریافت جایزه برای سری فیلم‌های هری پاتر شده که، توانسته در مجموع ۸ جایزه را از باشگاه مطبوعات زنان هالیوود، جایزه ملی فیلم انگلیس، جوایز برگزیده نوجوانان و جایزه برگزیده مردم دریافت کند. از سال ۲۰۱۹ تا ۲۰۲۳، ردکلیف به ایفای نقش در مجموعه تلویزیونی معجزه‌گران از شبکهٔ تی‌بی‌اس پرداخت.
ردکلیف به بسیاری از موسسات خیریه از جمله پروژه ترور کمک کرده است؛ در سال ۲۰۱۱، مؤسسه ترور جایزه قهرمان را به او اهداء کرد.

## اوایل زندگی
دنیل ردکلیف در ۲۴ ژوئیه ۱۹۸۹ (میلادی)، در کشور انگلستان و در غرب شهر لندن به دنیا آمد. او تنها فرزند آلن جورج ردکلیف، یک نماینده ادبی و، مارسیا گرشام، استعدادیاب بازیگری و تئاتر بود که در فیلم‌های مختلفی برای شبکه بی‌بی‌سی استعدادیابی می‌کرد. پدر او آلن، از «طبقه کارگر» و از مذهب پروتستان در بن‌بریج، کانتی دان، ایرلند شمالی بود. مادرش مارسیا نیز از یهودیان انگلیس بود. او در آفریقای جنوبی به‌دنیا آمد و در وست‌کلیف-آن-سی، اسکس نیز بزرگ شد. اصلیت خانواده او از روسیه و لهستان است. همچنین پدر و مادر دنیل، هردو در زمان کودکی به بازیگری می‌پرداختند.
دنیل در مدرسهٔ پسرانه ساسکس در میدان کادوگان چلسی درس خواند. او با بازی در اولین نقش خود در مدرسه و در شش سالگی، بازیگری را در مدرسه‌اش آغاز کرد. پس از انتشار اولین فیلم هری پاتر، حضور در مدرسه برای ردکلیف دشوار شد؛ زیرا رفتار او با برخی از دانش آموزان خصمانه شد. هر چند ردکلیف می‌گوید که این مردم بودند که با حسادت خود سعی کردند به «بچه‌ای که نقش هری پاتر را بازی کرد»، ضربه بزنند. در ادامه حرفه بازیگری، ردکلیف مجبور شد تا تحصیل خود را از طریق معلم خصوصی ادامه دهد. او دوران مدرسه‌اش را بی‌فایده و عملکرد خود در مدرسه را خیلی خوب نمی‌داند و، پیدا کردن کار را هم که به گفته خودش «واقعاً دشوار» است را، به آن ترجیح می‌دهد. او پس از اتمام مدرسه به دانشکدهٔ لندن رفت و در آنجا توانست نمره «A» را در آزمون سطح پیشرفته سال ۲۰۰۶ به دست آورد؛ اما بعد تصمیم گرفت تا به جای رفتن به دانشگاه، مدتی استراحت کند. بخشی از دلایل او برای این کار، این بود که او از قبل می‌دانست که می‌خواهد به کار و نوشتن بپردازد و این امر می‌تواند برای او، یک تجربه متعارف دانشگاهی به وجود آورد.

## حرفه

### ۲۰۰۳–۱۹۹۹: شروع حرفه و دستیابی به موفقیت

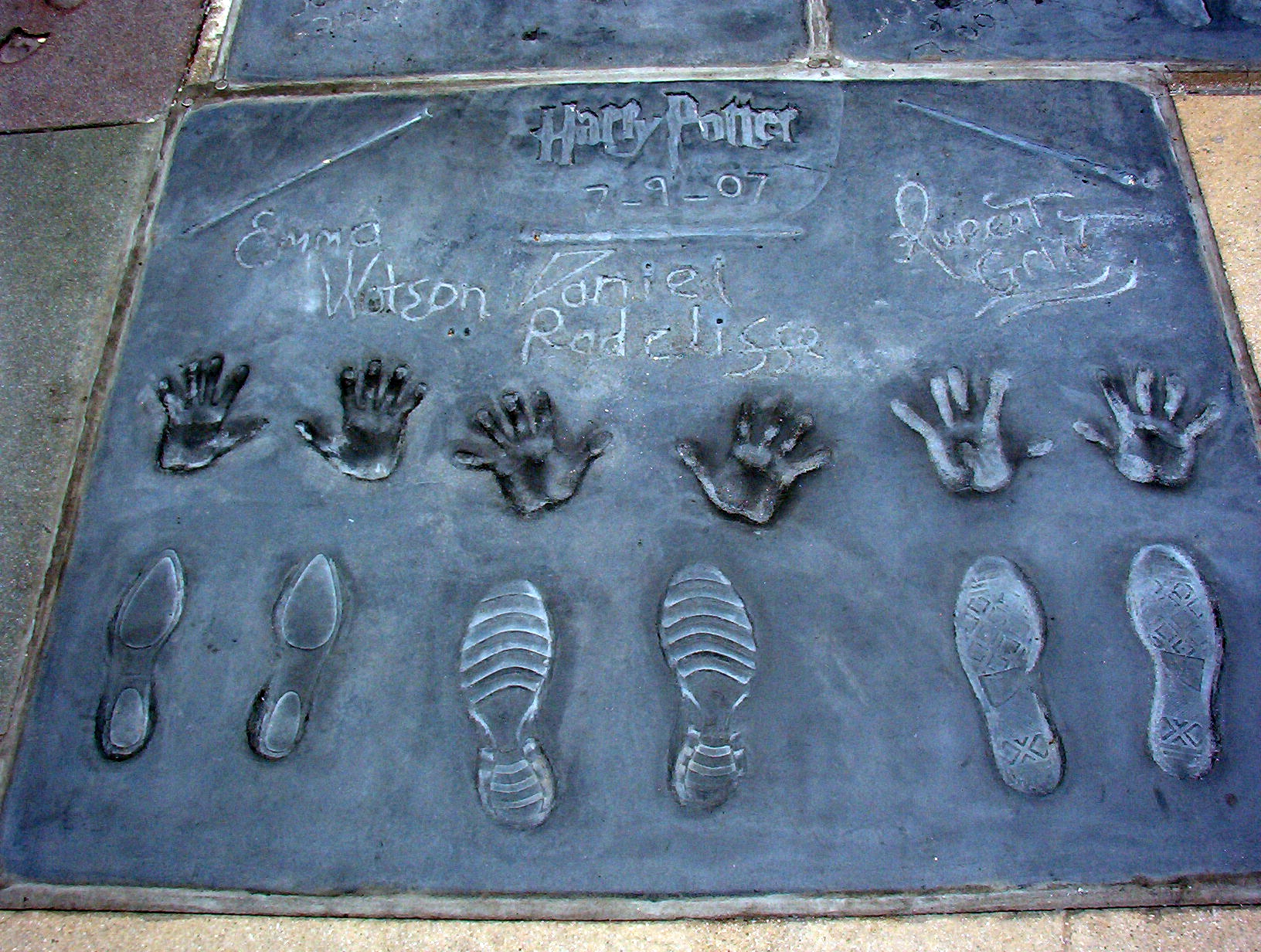
دست‌ها، پاها و چوب‌دستی‌های (از چپ به راست) واتسون، ردکلیف، گرینت

او در دسامبر ۱۹۹۹ و زمانی که ده ساله بود، در اولین فیلم حرفه‌ای خود به نام دیوید کاپرفیلد در شبکه بی‌بی‌سی وان، که برگرفته از رمان دیوید کاپرفیلد چارلز دیکنز بود، در نقش دیوید کاپرفیلد جوان بازی کرد که باعث نشان دادن استعداد خود به بینندگان شد. به‌طوری‌که تولیدکننده فیلم دربارهٔ او گفت:
دوربین واقعاً او را دوست دارد. معمولاً کار کردن با کودکان دشوار است ولی او یک بازیگر کودک فوق‌العاده است. ما او را به دلیل ویژگی‌های خاص، با نجابت بودن و سادگی‌اش انتخاب کردیم.— کیت هاروود، تولیدکننده فیلم دیوید کاپرفیلد
او سپس در فوریه ۲۰۰۱، در فیلم خیاط پاناما که دومین فیلم حرفه‌ای او به‌شمار می‌رفت، به همراه چند تن از بازیگران شناخته شده دیگر از جمله جفری راش و پیرس برازنان به ایفای نقش پرداخت. آغاز موفقیت‌های ردکلیف، از سال ۲۰۰۱ و زمانی که ۱۱ سال سن داشت، بود. پیش از آن در سال ۲۰۰۰، دیوید هیمن تهیه‌کننده فیلم‌های هری پاتر، از وی خواست تا نقش بازیگر اصلی فیلم به‌نام هری پاتر را در فیلم هری پاتر و سنگ جادو، که برگفته از رمان هری پاتر و سنگ جادو از جی.کی. رولینگ بود را بازی کند.
رولینگ، نویسنده رمان‌های هری پاتر، شخصاً اصرار داشت که از بازیگران بریتانیایی برای این فیلم استفاده شود. سوزی فیگیس به‌عنوان سرپرست انتخاب بازیگرهای فیلم، با کریس کلمبوس و رولینگ در تست‌های انتخاب بازیگری، برای نقش‌های هری، رون و هرمیون منصوب شدند. همچنین کریس کلمبوس، کارگردان فیلم، قبل از تست‌های بازیگری برای بازیگران فیلم و پس از اجراهای ردکلیف در فیلم دیوید کاپرفیلد شبکه بی‌بی‌سی، خواهان حضور او به‌عنوان نقش اول فیلم شد. اما گفته شده بود که پدر و مادر ردکلیف از حضور دنیل به‌عنوان بخشی از فیلم ممانعت کردند. کلمبوس توضیح داد که تداوم خود در دادن نقش اصلی به ردکلیف، دلیل استعفای فیگیس بود. در ادامه دیوید هیمن و کلمبوس موفق به متقاعد کردن پدر و مادر ردکلیف، با قول محافظت از نفوذ رسانه‌ها در زندگی شخصی‌اش شدند و آن دو موافقت کردند که او در نقش هری به بازی بپردازد. اگر چه ردکلیف میزان دستمزدش را برای بازی در فیلم «خیلی مهم» نمی‌دانست، بنا به گزارشی این دستمزد نزدیک به ۱ میلیون پوند اعلام شد.
ردکلیف تجسم تخیل هر خواننده است. این فوق‌العاده است، که ببینی یک قهرمان جوان با کنجکاوی و با احساسات بسیار واقعی و، از هوش گرفته بازی می‌کند— باب گراهام، سان‌فرانسیسکو کرونیکل
بعدها ردکلیف اعلام کرد که پس از انتخاب او به‌عنوان بازیگر اصلی فیلم، «مادرش در تلاش برای متقاعد کردن او برای خارج شدن از فیلم» بود. او در مصاحبه‌اش با روزنامه دیلی میرر گفت: «هم مادر و هم پدر من تجربه‌های بزرگ برای بازیگری را نداشته‌اند؛ و هنگامی که در ابتدا از من خواسته شد تا نقش هری را در فیلم بازی کنم، هر دوی آن‌ها با این خواسته مخالفت کردند. من هم هیچ اطلاعی از این در این زمینه نداشتم و، بدیهی است که آن را از من مخفی نگه دارند. آن‌ها به این دلیل با این موضوع مخالفت کردند، زیرا طبق قرارداد همه هفت فیلم قرار بود در لس آنجلس، کالیفرنیا فیلم‌برداری شود، و این باعث یک تغییر بسیار بزرگ در زندگی من می‌شد.»
در ادامه رولینگ، پس از مشاهده تست ردکلیف بسیار مشتاقانه گفت که فکر نمی‌کنم انتخاب بهتری از ردکلیف برای هری پاتر وجود داشته باشد. همچنین در سال ۲۰۰۰، دو بازیگر بریتانیایی ناشناختهٔ دیگر به‌نام‌های اما واتسون و روپرت گرینت، از بین هزاران نفر از کودکانی که برای بازی در نقش هرمیون گرنجر و رون ویزلی تست داده بودند، انتخاب شدند. تنها تجربه بازیگری آن‌ها، نمایش‌نامه‌های مدرسه بود. در آن زمان گرینت یازده ساله و واتسون ده ساله بود.
من و هری مشابه یکدیگر هستیم. چرا که دوستان هری برای او بسیار مهم هستند و دوستان من نیز برای من بسیار مهم می‌باشند. هر دو کنجکاو هستیم و همچنین هر دوی ما به دفعات بسیار زیادی به مشکل برمی‌خوریم. من شخصاً خواندن کتاب‌های هری پاتر را ادامه می‌دهم، تا اشتراکاتم را با او کشف کنم.— دنیل ردکلیف در مصاحبه‌اش با شبکه بی‌بی‌سی در سال ۲۰۰۲
در ۴ نوامبر ۲۰۰۱، هری پاتر و سنگ فیلسوف (که در آمریکا، هند، پاکستان و سریلانکا به‌عنوان هری پاتر و سنگ جادو شناخته می‌شود) در لندن و سپس در ۱۶ نوامبر هم در بریتانیا و آمریکا منتشر شد. این فیلم، داستان هری، یک پسر جوان که در یادگیری جادوگری است را نشان می‌دهد که برای این کار به مدرسه سحر و جادوی هاگوارتز، برای شروع تحصیلات خود فرستاده می‌شود. داستان اصلی این قسمت، پیرامون سنگی جادویی است که عنوان فیلم نیز به همین مطلب اختصاص داده شده است. علاوه بر فروش بسیار خوب فیلم، بازی ردکلیف نیز با نظر مثبت منتقدان مواجه شد.

یک سال بعد از موفقیت‌های سری اول فیلم، ردکلیف در نسخهٔ بعدی سری به‌نام هری پاتر و تالار اسرار با دو بازیگر اصلی دیگر به ایفای نقش پرداخت. استفن هانتر در نقدی که در رابطه با این فیلم در صفحه واشینگتن پست قرار داد، با عنوانی نوشت: «بزرگ، کسل‌کننده و خالی». همچنین مجله سرگرمی هفته در نقدی بهتر و تیره‌تر بودن فیلم نسبت به نسخه قبلی‌اش را تقدیر کرد و گفت: 
و در میان چیزهای این هری پاتر، به خوبی عمیق و تیره‌تر بودنش، فضای ترسناک تری برای مخاطبان ایجاد می‌کند. این همان است که باید باشد: داستان هری، باید تیره‌تر باشد.
زندگی من [پس از ورود به دنیای هری پاتر] کمی تغییر کرده است. بدیهی است که من گاهی [در میان مردم] شناخته می‌شوم و آن‌ها به طرف من در کوچه و خیابان می‌آیند، اما این واقعاً برایم سرگرم‌کننده و عالی است چون آن‌ها فقط می‌خواهند در مورد فیلم صحبت کنند و واقعاً مشتاق به انجام آن هستند. این برای من فوق‌العاده است که آنچه که آن‌ها می‌گویند را، بشنوم.— دنیل ردکلیف در مصاحبه‌اش با شبکه بی‌بی‌سی در سال ۲۰۰۲
ردکلیف نیز در مصاحبه‌ای با الک کاتورن، مصاحبه‌گر شبکه بی‌بی‌سی در رابطه با اجرایش و همچنین سختی‌های بازی‌اش در فیلم گفت: «احتمالاً یکی از سخت‌ترین و چالش‌انگیزترین صحنه‌های فیلم [که من در آن بازی کردم]، صحنهٔ صحبت به زبان مارها یا زبان پارسل بود. چرا که صحبت کردن هری با مارها به زبان خودشان، یک زبان متفاوت است. اگرچه من در پایان با این زبان عادت کردم، ولی برای من فهمیدن این زبان در وهله اول بسیار مشکل بود.» او همچنین افزود: «صحنه‌های اکشن برای من بسیار سرگرم‌کننده بود. در صحنه‌های که من از پنجره ماشین، که در حقیقت خودم آن‌ها را بازی کرده بودم، در ۲۵–۳۰ فوتی از سطح زمین حلق آویز شدم، و واقعاً در آن لحظه هوای سردی بود.»
او در جواب سؤال الک کاتورن مبنی در «بهترین و بدترین چیز در مورد مشهور شدن» گفت: «احتمالاً یکی از بهترین چیزها در این مورد، دیدن محصول نهایی در قالب یک فیلم است. همه در ساخت فیلم به مدت ۱۱ ماه یا بیشتر کار کردند و برای دیدن همهٔ کاری که همه در این فیلم روی صحنه انجام دادند، کنار هم قرار دادن چیزی به بزرگی این فیلم است. این چیزی است که واقعاً برای دیدن فوق‌العاده است. در رابطه با بدترین چیز هم تاکنون من آن را تجربه نکرده‌ام که بخواهم آن را توضیح دهم.»

### ۲۰۱۱–۲۰۰۴: ادامه موفقیت‌ها با هری پاتر

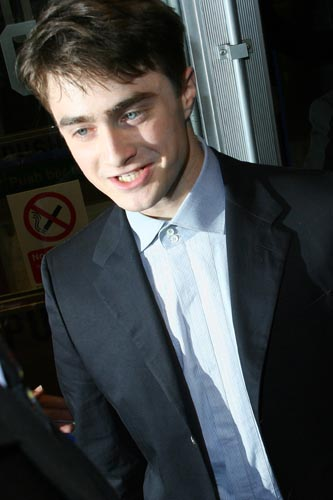
ردکلیف در افتتاحیه پسران دسامبر در سال ۲۰۰۷

پس از وقفه‌ای تقریباً دو ساله، در تاریخ ۲۳ مه ۲۰۰۴ سومین قسمت از مجموعه فیلم‌های هری پاتر به‌نام هری پاتر و زندانی آزکابان منتشر شد. ردکلیف در این فیلم با گری الدمن، که به گفته خودش یکی از هنرمندان مورد علاقه‌اش است، هم‌بازی بود. گرچه فروش جهانی این فیلم کاهش قابل توجهی داشت، ولی با نظر مثبت منتقدان مواجه شد. راجر ایبرت، منتقد سینما، به فیلم امتیاز ۳٬۵ از ۴ را داد، و آن را آن را «لذت‌بخش، سرگرم‌کننده و پیچیده» توصیف کرد. پیتر ترورس منتقد آمریکایی، به این فیلم امتیاز ۳٬۵ از ۴ را داد و در مجله رولینگ استون در نقدی از این فیلم نوشت: 
| ” | این فیلم به مراتب بهترین و هیجان انگیزترین فیلم، در بین سه فیلم هری پاتر تا به امروز است. این فیلمی است، که می‌تواند روی پای خود بایستد؛ حتی اگر شما هرگز نام نویسنده آن، جی.کی. رولینگ و قهرمان جوان جادوگرش را نشنیده باشید. | “ |

پس از آن در ۱۸ نوامبر ۲۰۰۵، نسخه چهارم از سری هری پاتر به نام هری پاتر و جام آتش منتشر شد. یکی از موفقیت‌های فیلم، افتتاح نمایش فیلم برای آخر هفته‌ها بود. علاوه بر آن فیلم برای ماه مه همان سال، به غیر از آخر هفته‌ها، در سینماهای آمریکا و انگلستان به نمایش درآمد. همچنین ردکلیف در مصاحبه‌ای در سال ۲۰۰۵، طنز بودن خود در این نسخه را از دلایل موفقیت فیلم دانست. در نقدهای فیلم، بازیگران جوان برای نشان دادن یک «طیف بیشتری از احساسات ظریف»، به‌ویژه دنیل ردکلیف که، از دید مجله ورایتی «عملکردی بعدی و متنوع» را در فیلم به نمایش گذاشت، ستایش کردند. همچنین بلوغ ردکلیف، گرینت و واتسون در میان دیگر چیزها، باعث تحت تأثیر قرار دادن منتقدان شد. در حالی که شخصیت‌های اصلی به‌عنوان کودک در فیلم‌های قبلی به تصویر کشیده شده بودند، در این فیلم به‌طور قابل توجهی به نوجوانانی تبدیل شدند.
باوجود موفقیت‌های چهار فیلم قبلی، ساخت نسخهٔ‌های بعدی با مشکل مواجه شد؛ زیرا هرسه بازیگر اصلی فیلم، در مورد ثبت قراردادشان برای ادامه دادن نقش‌های خود تا دو قسمت پایانی مطمئن نبودند. با این حال در ۲ مارس ۲۰۰۷، ردکلیف برای پایان دادن به شایعه‌هایی که بازی کردن وی در نمایش اکوس را درعوض این سری اعلام می‌کرد، قراردادش را تا دو قسمت پایانی امضا کرد.
یکی از لذت‌های فیلم [محفل ققنوس] این است که ببینی دنیل ردکلیف تا چه حدی در نقش هری پاتر رشد و به عمق شخصیت و کابوس‌هایش نفوذ کرده است. این یک عملکرد پرشور است که، او تمام مرحله‌های از مناقصه تا ترس را لمس کرده است.— پیتر ترورس، رولینگ استون
ردکلیف سپس در نسخهٔ پنجم سری به نام هری پاتر و محفل ققنوس به ایفای نقش پرداخت. علاوه بر فروش عالی‌اش با نزدیک به ۹۴۰ میلیون، فیلم با نقدهای مثبت بسیاری همراه بود. کولین برترام از اخبار روزانه نیویورک، این فیلم را بهترین قسمت در بین این پنج سری هری پاتر معرفی کرد. همچنین عملکرد ردکلیف نیز نامزد چندین جایزه شد و او در سال ۲۰۰۸ جایزه ملی فیلم انگلستان را، برای «بهترین بازیگر مرد» دریافت کرد. همان‌طور که شهرت وی با بازی در بقیه فیلم‌های سری ادامه داشت، ردکلیف، گرینت و واتسون از دست، پا و چوب‌دستی‌های خود چاپی را در مقابل تئاتر چینی تی‌سی‌ال در هالیوود قرار دادند.

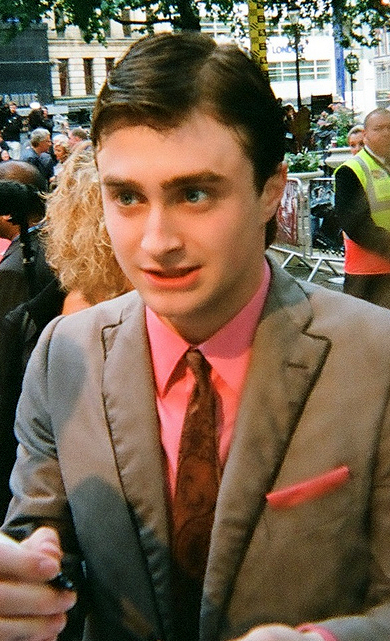
ردکلیف در افتتاحیه هری پاتر و شاهزاده دورگه، ژوئیه ۲۰۰۹

پس از دستاوردهای نسخه پنجم هری پاتر، ردکلیف در ادامه همان سال در فیلم پسران دسامبر، یک درام خانوادگی که دربارهٔ چهار یتیم است، به ایفای نقش پرداخت. همچنین در سال ۲۰۰۷، او با کری مولیگان به بازی در پسر من جک، یک درام تلویزیونی پخش شده در شبکه آی‌تی‌وی، و در نقش جک کیپ‌لینگ پرداخت. این فیلم با نظر مثبت منتقدان مواجه شد؛ که بیشتر عملکرد ردکلیف را به‌عنوان یک پسر ۱۸ ساله که به میدان نبرد رفته است، تحسین کرده‌اند. ردکلیف در رابطه با فیلم و نقش خود گفت: «برای بسیاری از مردم هم سن و سال من، جنگ جهانی اول فقط یک موضوع در یک کتاب تاریخی است. اما من همواره مجذوب این موضوع هستم و فکر می‌کنم این عنوان مربوط به امروز هم می‌شود.»
در ژوئیه ۲۰۰۹، ششمین قسمت از سری فیلم‌های هری پاتر به نام هری پاتر و شاهزاده دورگه منتشر شد. داستان این قسمت مقدمه‌ای بر قسمت آخر هری پاتر محسوب می‌شود که برای آخرین بار، هری و دوستانش در مدرسه هاگوارتز حضور می‌یابند. شاهزاده دورگه یکی از بهترین و بیشترین نقدهای مثبت را در میان سری فیلم‌های هری پاتر به خود اختصاص داده است؛ که بیشتر نظر منتقدان دربارهٔ احساسی بودن داستان، کارگردانی، فیلم‌برداری و موسیقی آن بوده که، از دیگر موارد بیشتر مورد تحسین قرار گرفته است. پال درگارابدیان از وبگاه هالیوود.کام فیلم را با فیلم‌های سه‌گانه ارباب حلقه‌ها هم رتبه و آن را «مدعی جایزه اسکار» دانست و همچنین عملکرد مایکل گامبون، آلن ریکمن و دنیل ردکلیف را مورد تحسین قرار داد. او اظهار داشت: «هری پاتر و شاهزاده دورگه مکمل نیرویی از سبک و ماده، جلوه‌های ویژه و احساسی، و مهم‌ترین آن اجرای تمام بازیگران فیلم چه جوان و چه نه‌چندان جوان است.» در زمان انتشار فیلم، جی.کی. رولینگ اعلام کرد که شاهزاده دورگه یکی از فیلم‌های مورد علاقه‌اش در بین شش فیلم سری بود.

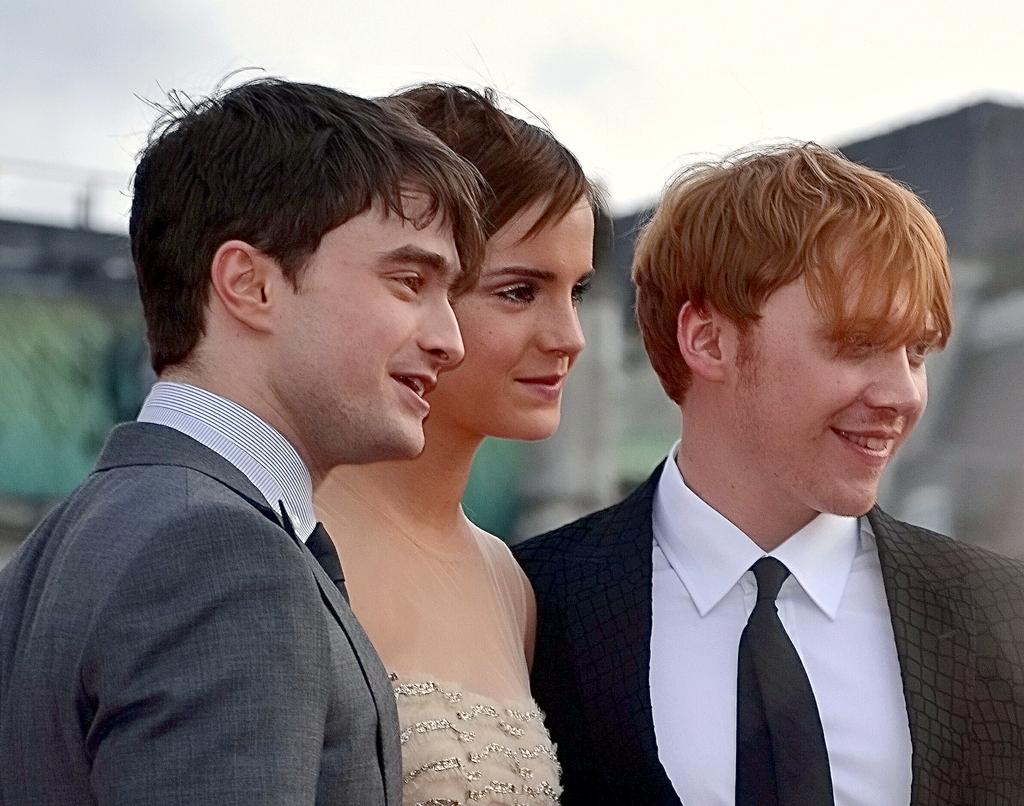
ردکلیف، واتسون و گرینتت در افتتاحیه قسمت دوم یادگاران مرگ در لندن

پس از فروش و نقدهای موفق فیلم، قسمت اول از نسخه هفتم سری به نام هری پاتر و یادگاران مرگ در ۱۹ نوامبر ۲۰۱۰ منتشر شد. به دلایل مالی و برنامه‌نویسی، آخرین کتاب رولینگ به دو فیلم تقسیم شد، که انتقادی از طرفداران آن را نیز به همراه داشت. ردکلیف در دفاع از این تقسیم، اشاره به غیرممکن بودن انطباق درست رمان نهایی درصورت تبدیل یک فیلم کرد. او اضافه کرد که اگر آخرین فیلم با گام و اقدامات سریع زیادی ساخته شود، جدیِت و تمرکزش را بر روی شخصیت‌های آن از دست می‌دهد. او همچنین افزود که درصورت ترکیب آن دو با یکدیگر، صحنه‌هایی که قرار بود در قسمت پایانی وجود داشته باشد، ایجاد نمی‌شد. در ادامه انتشار، فیلم با نقدهای موفق بسیاری مواجه شد. راجر ایبرت به فیلم امتیاز ۳ از ۴ را داد و علاوه‌بر ستایش از بازیگرانش، در نقد خود برای فیلم نوشت: «یک فیلم مطبوع و همچنین گاهی دلخراش. به‌طور کامل قابل فهم برای هر کسی که برای اولین بار با این سری آشنا شده است.»
دنیل به یک بازیگر جوان فوق‌العاده، توسعه یافته است. منظور من این است که چه کسی تصور می‌کرد که او بتواند تمام ۱۰ سال را با هری پاتر باشد؟— گری الدمن پس از پایان سری هری پاتر
قسمت دوم یادگاران مرگ و آخرین سری هری پاتر، در تاریخ ۷ ژوئیه در لندن و ۱۵ ژوئیه ۲۰۱۱ در آمریکا و بریتانیا منتشر شد. داستان قسمت دوم ادامه داستان قسمت اول را نشان می‌دهد که هری، رون و هرمیون در تلاش برای نابودی جان‌پیچ‌ها هستند و در همین زمان ولدمورت با به‌دست آوردن چوپ‌دستی دامبلدور، قدرتش را افزایش داده است. در انتها، پس از نابودی جان‌پیچ‌ها توسط سه شخصیت اصلی و نبرد بین هری و ولدمورت، هری موفق به کشتن او می‌شود. فیلم با فروش فوق‌العاده نزدیک به ۱٬۵ میلیاردی‌اش، در صدر پرفروش‌ترین فیلم‌های سال ۲۰۱۱ ایستاد. علاوه‌بر آن ردکلیف، همراه با فیلم به شدت مورد استقبال قرار گرفت. آنا هورنادی از واشینگتن پست نوشت: «چه کسی می‌توانست پیش‌بینی کند که ردکلیف، گرینت و واتسون تبدیل به بازیگران خوبی شوند؟» پیتر ترورس از مجله رولینگ استون به نقد از ردکلیف گفت: «خوب بازی کردی، آقا» پس از آن‌که دنیل ردکلیف اعلام کرد که او با «خوش شانسی» برای نقش هری پاتر انتخاب شده بود، واتسون گفت: «تو خوش شانس نبودی؛ تو بهترین هری بودی، هستی و برای همیشه خواهی بود.»

پس از پایان سری هری پاتر، ردکلیف اعتراف کرد که برخی از افراد هرگز قادر نیستند که از شخصیت او جدا شوند. او همچنین دربارهٔ نقشش در سری گفت: «من برای همیشه مفتخرم که با این سری فیلم کار کردم.» با وجود نقدهای مثبتی که در مورد سری فیلم‌های هری پاتر انجام شده بود، ردکلیف هیچ علاقه‌ای به فعالیت بیشتر در این فیلم‌ها نداشته است. پس از آن‌که رولینگ در مورد نوشتن کتاب هشتم هری پاتر اشاره کرد، ردکلیف گفت که درصورت درخواست برای بازی در این نقش، او درخواست را رد خواهد کرد. او دربارهٔ این صحبت گفت: 
| ” | برای ادامه نقش [هری پاتر] تردید دارم. من فکر می‌کنم که ۱۰ سال مدت زمان طولانی‌ایی است که صرفاً با یک شخصیت بگذرانیم. البته من دوران کودکی‌ام را همانند دیگر بازیگران کودک از دست ندادم و یک چشم‌انداز بسیار بهتر در زندگی با حضور در هری پاتر داشتم. | “ |

او همچنین در مصاحبه‌ای جداگانه اذعان کرد که در فیلم‌های هری پاتر خیلی خوب نبوده است. او اضافه کرد که سری هری پاتر یک برکت باور نکردنی برایش بود، چون به او یک شانس حرفه‌ای در این عرصه داد. اما او اذعان کرد که از بخش‌های خاصی از فیلم متنفر بوده است. چون لحظه‌هایی که خودش به آن‌ها افتخار نمی‌کند، از جمله اشتباهات دیگر بازیگران در اتاق تمرین یا در مدرسه درام، همه در فیلم برای دیدن همگان است. ردکلیف به‌عنوان مثال به قسمت ششم هری پاتر در سال ۲۰۰۹، به‌نام شاهزاده دورگه اشاره کرد و گفت: «من اصلاً در آن [فیلم] خوب نبودم و همین باعث تنفرم از عملکردم شد.» او ادامه داد: «بهترین فیلم من، قسمت پنجم سری (محفل ققنوس) بود، چرا که من می‌توانستم پیشرفت عملکردم را در آن مشاهده کنم.»

### ۲۰۱۲–اکنون: حرفه پس از هری پاتر

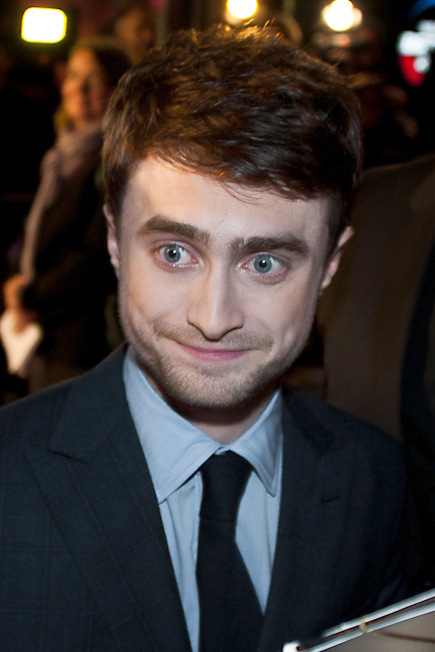
ردکلیف در افتتاحیه عزیزانت را بکش در فستیوال لندن، سال ۲۰۱۳

پس از اتمام مجموعه فیلم‌های هری پاتر، ردکلیف در سال ۲۰۱۲ به بازی در فیلم ترسناک زن سیاه‌پوش، که برگرفته از رمان زن سیاه‌پوش سوزان هیل بود، پرداخت. فیلم ابتدا در ۳ فوریه ۲۰۱۲ در آمریکا و کانادا، و سپس در ۱۰ فوریه ۲۰۱۲ در بریتانیا بر روی پردهٔ سینماها رفت و بانظر مثبت منتقدان مواجه شد. ردکلیف علاوه بر زیبا خواندن فیلم‌نامه دربارهٔ نقش خود در فیلم گفت: «من فوق‌العاده هیجان زده‌ام که به‌عنوان بخشی از این فیلم و فیلم‌نامه هستم.»
در سال ۲۰۱۳، ردکلیف در نقش آلن گینزبرگ شاعر مشهور آمریکایی، در فیلمی مهیج به‌نام کشتن عزیزان شما به ایفای نقش پرداخت. کیت کلارک از روزنامه تایم اوت در نقد خود از بازی ردکلیف نوشت: «بر روی کاغذ، به نظر می‌رسد ردکلیف در تلاش بیش از حد سخت در صحنه است - درحال حاضر او در حال بازی شخص طرفدار امور جدید و بی‌سابقه مانند موادمخدر است. اما او به‌عنوان تماشای پیش خنک گینزبرگ دوست داشتی است. - ولی او مشتاق است، همچنین می‌توان عمق درون او را به‌عنوان یک کودک یهودی مضطرب در فیلم دید.» در ادامه همان سال، ردکلیف در فیلم کمدی رمانتیک حرف اف بازی کرد که عموماً با نقد مثبت منتقدان مواجه شد. جان دفور از گزارشگر هالیوود به فیلم رأی مثبت داد و اظهار کرد: «زدن یادداشت فیلم کمدی رمانتیک با شوخ‌طبعی و برخی از جذابیت‌ها به فیلم، باعث شلوغی جمعیت در سالن تئاتر می‌شود و علاقه‌مندان به سینما، تنها برای دیدن دنیل ردکلیف به‌عنوان جادوگر عامه پسند در جهان به آنجا می‌روند.»

او سپس در سال ۲۰۱۴، در فیلم خیال‌پردازی تاریک و مهیج شاخ‌ها در نقش ایگناتیوس پریش بازی کرد. پس از انتشار، فیلم نقدهای مختلفی را از منتقدان دریافت کرد. جو هیل، نویسنده رمانی که فیلم براساس آن ساخته شد، درضمن ستایشش از عملکرد ردکلیف، او را «دردناک، آسیب‌پذیر، و با عملکرد برهنه عاطفی و، یک ایگ پریش فوق‌العاده» توصیف کرد. همچنین ردکلیف در مورد نقشش در این فیلم گفت: 
| ” | این یک نوع بسیار، بسیار متفاوت از هرفیلمی است که من تابه‌حال در آن بوده‌ام. عمیق عاطفی و همچنین فوق‌العاده بودن در برخی از روش‌های ظالمانه ویژگی‌های نقش من است. | “ |

در سال ۲۰۱۵، ردکلیف در نقش ایگور در فیلم ویکتور فرانکنشتاین به کارگردانی پل مک‌گوگان و نویسندگی مکس لندیس بازی کرد. این فیلم بر اساس اقتباس‌های معاصر از رمان فرانکنشتاین مری شلی در سال ۱۸۱۸ ساخته شده است. او همچنین در نقش سام هاوسر، یکی از بنیان‌گذاران راک‌استار گیمز، در فیلم درام بیوگرافی تغییر دهنده‌های بازی بازی کرد.
در نوامبر ۲۰۱۵، او در کنار ان هتوی، کیانو ریوز، تام هالند، کلویی گریس مورتس، ایسا باترفیلد، جف گلدبلوم و آبراهام اتا به گروه بازیگران سومین فیلم شین کاروث با عنوان اقیانوس مدرن پیوست.

## زندگی شخصی

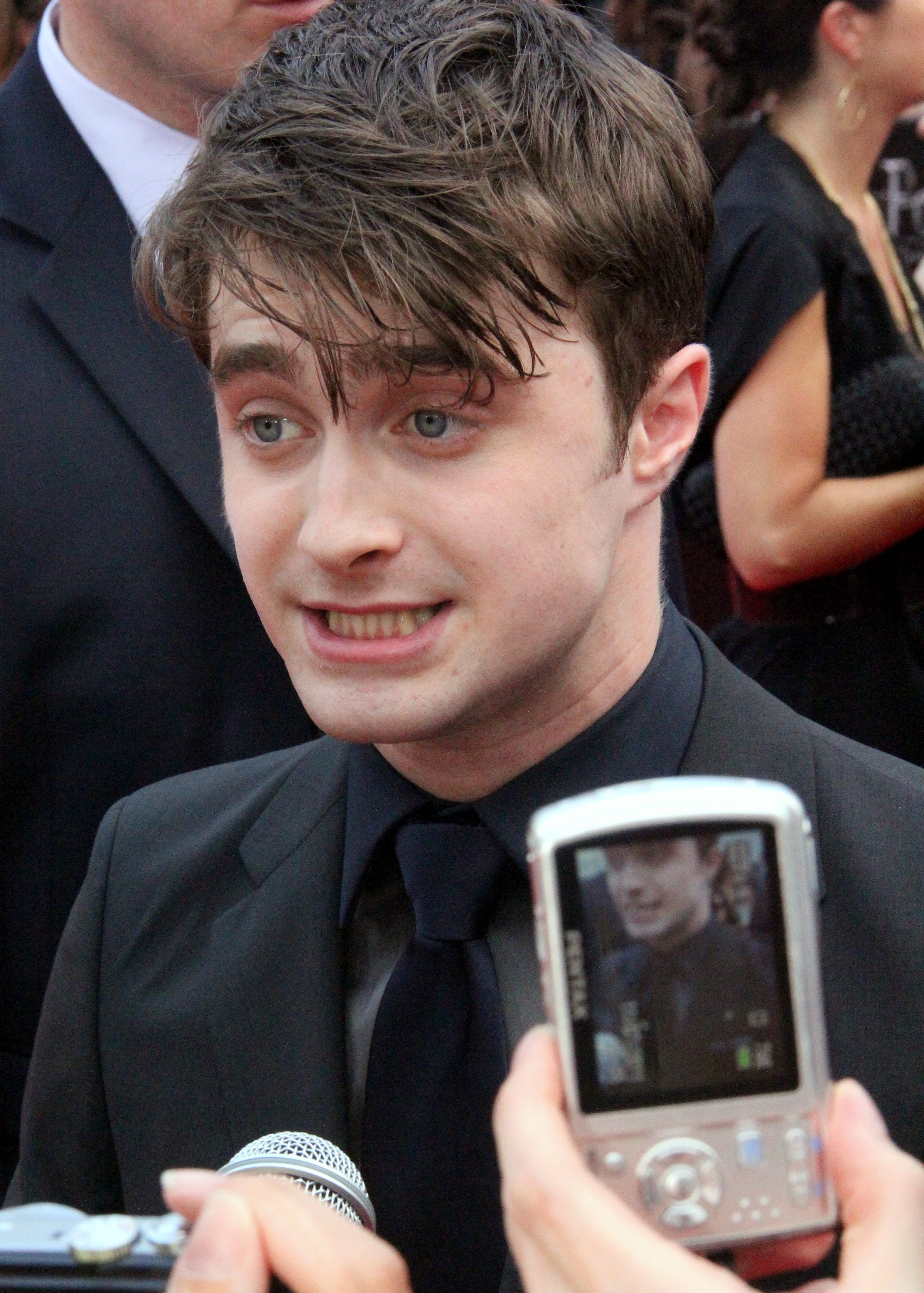
ردکلیف در سال ۲۰۱۱

ردکلیف، دوست دختر بازیگر خود، ارین دارک را در سال ۲۰۱۲ که هر دو در حال فیلم‌برداری عزیزانت را بکش بودند، ملاقات کرد. در مارس ۲۰۲۳، تأیید شد که آن‌ها در انتظار اولین فرزند مشترک خود هستند. فرزند آن‌ها ماه بعد به دنیا آمد.
ثروت ردکلیف، در سال ۲۰۱۴ در مقام دوم لیست ثروتمندترین نوجوانان در انگلستان قرار گرفت. او با ثروتی معادل بیش از ۵۶ میلیون پوند، پس از گروه وان دایرکشن که ثروتی نزدیک ۶۰ میلیون پوند دارند، در جایگاه دوم قرار دارد. اما واتسون و روپرت گرینت، هم‌بازی‌های او در سری هری پاتر، به‌ترتیب با ۲۸ و ۲۴ میلیون پوند در رده پنجم و هفتم لیست قرار گرفتند.
ردکلیف اعلام کرد که طرفدار باشگاه فوتبال فولام است؛ ولی به نقل از خودش از فوتبال روی برگردانده است. او دربارهٔ ورزش مورد علاقه‌اش گفت: «من واقعاً عاشق فوتبال آمریکایی هستم. ورزش قطعاً بسیار فراتر از فوتبال در انگلستان و هیجان‌انگیزتر از آن برای تماشا است. همچنین علاوه بر آن دوستدار کریکت هستم. من این بازی را مانند بیس بال با دو نوبت در هر طرف، و با ضربات نامحدود می‌دانم.»
ردکلیف در مصاحبه‌ای که در سال ۲۰۰۲ با شبکهٔ بی‌بی‌سی داشت، خود را طرفدار موسیقی پانک راک خواند. او دربارهٔ علاقه‌اش به این سبک از موسیقی گفت: «من فقط نگرش و راه موسیقی را در ترانه‌های این سبک دوست دارم. سکس پیستولز، دِ دَمند، کلش و از این نوع گروه‌ها، گروه‌های موسیقی مورد علاقه‌ام در این سبک هستند.»
او در ماه اوت سال ۲۰۱۰، پس از اینکه خود را بیش از حد متکی به الکل دانست، نوشیدن آن را متوقف کرد. او دربارهٔ این اتفاق گفت: «هری پاتر من را در اطراف افرادی مانند ریچارد هریس قرار داده و من تمام داستان‌های شگفت‌انگیز او را در مورد شب‌های مست شدنش شنیده‌ام. این چیزی بود که من به شدت در تلاش به دنبالش بودم. من به این دلیل نوشیدن بیش از حد الکل را شروع کردم، چون می‌خواستم مانند ریچارد هریس شوم. اما من واقعاً بعد از این کار آزار دهنده، با صدای بلند، نامناسب، و مست کثیف شده بودم. من همیشه سرگرم‌کننده خوبی برای دیگران در چهار نوشیدنی اول هستم، ولی پس از آن بسیار سریع روی من اثر می‌کند و باید یکی به من برای رفتن به خانه‌ام کمکم کند. خاموشی نوعی از چیزی بود که من در زمان نوشیدن الکل در آن بودم.»
من همیشه از کسی که تحمل مردان و زنان همجنسگرا یا دو جنسگرا را نداشته، متنفر بودم. در حال حاضر من در موقعیت بسیار خوبی هستم که در آن باکمک یا فعالیت‌هایم دربارهٔ این موضوع کاری انجام دهم.— دنیل ردکلیف در مصاحبه‌اش در سال ۲۰۱۰
ردکلیف در امور خیریه کمک مالی بزرگی به پروژه ترور که در ۲۴ ساعت شبانه روز به سوالات جوانان در دگرباشی جنسی پاسخ می‌دهد، کرده است. ردکلیف به تازگی به مجله اتیتیود گفت که او از همجنس‌گراستیزی «متنفر» است، و اعلام کرد که امیدوار است تا با حمایت‌های خود، افراد عضو این مؤسسه خیریه را افزایش دهد. او دلیل خود را برای کمک به این مؤسسه این‌طور بیان کرد: «این بسیار ناراحت‌کننده است که در نظر بگیرید در سال ۲۰۰۹، خودکشی جزو سه عامل قتل افراد جوان است و این برای فهمیدن واقعاً دردناک است که در میان جوانان دگرباشی جنسی، تا چهار برابر احتمال بیشتری برای خودکشی وجود دارد تا کسانی که در همان سن به جنس مخالف علاقه دارند.» ردکلیف کمک به پروژه ترور را یکی از مهم‌ترین نکات در زندگی حرفه‌ای خود می‌داند و همچنین، برای کار خود برای این سازمان در سال ۲۰۱۱، «جایزه قهرمان» را دریافت کرد.
دنیل ردکلیف در مصاحبه‌ای اعلام کرد که از یک فرم خفیف از کنش‌پریشی، یک اختلال عصبی که اغلب باعث اختلال در هماهنگی و گاهی برای درست اجراشدن کارکرد بدن دچار اشتباهی می‌شود، رنج می‌برد. با توجه به گفته‌هایش، وضعیت او بسیار خفیف است و در بدترین حالت ناتوانی خود، قادر به بستن کراوات و بند کفش خود نیست. او که از دوران کودکی به این بیماری مبتلا شده بود، برای یادگیری در مدرسه دچار مشکل می‌شد و همچنین به گفته خودش روزهای اولیه مدرسه، سخت‌ترین دوران برایش بود. او همچنین افزود: «من روزهای سختی را در مدرسه با وجود این مشکل می‌گذراندم که باعث شد در همه درس‌ها افتضاح باشم»
ردکلیف در مصاحبه‌ای در سال ۲۰۱۲ گفت که، «در خانهٔ ما هرگز ایمانی [مذهبی] وجود نداشته است. من خودم را به‌عنوان یهودی و ایرلندی می‌دانم، ولی واقعیت این است که من انگلیسی هستم.» او می‌گوید اگر چه او به دین یهود آورده نشده بود، ولی ما یهودیانی بودیم که درخت کریسمس را گرامی می‌داشتیم. او همچنین اضافه کرد که در زمان کودکی، او ختنه شده و همچنین پدرش نیز ختنه شده است و حتی اگر بچه‌هایش هم یهودی نباشند، او فکر می‌کند که باید آن‌ها را ختنه کند. ردکلیف همچنین گفته که افتخار او است که به‌عنوان یک یهودی باشد. او افزود: «من یک خدا ناباور هستم و ستیزه‌جویی خدا ناباوری من زمانی که دین شروع به اثر گذاری در قوانین کرد، آغاز گردید» او همچنین در مصاحبه جداگانه‌ای گفت: «من در این مورد [خدا ناباوری] بسیار آرام هستم. من بی‌خدایی خودم را به کسی نصیحت نمی‌کنم، اما احترام زیادی به افرادی مانند ریچارد داوکینز قائلم که باعث شده تمام کارهای تلویزیونی‌اش را تماشا کنم.»

## واژه‌نامه
1. ↑  Sussex House School
2. ↑  Kate Harwood
3. ↑  Susie Figgis
4. ↑  Emma Watson
5. ↑  Rupert Grint
6. ↑  Hermione Granger
7. ↑  Ron Weasley